# المنطقة التعليمية المستقلة للمدارس في هيوستن

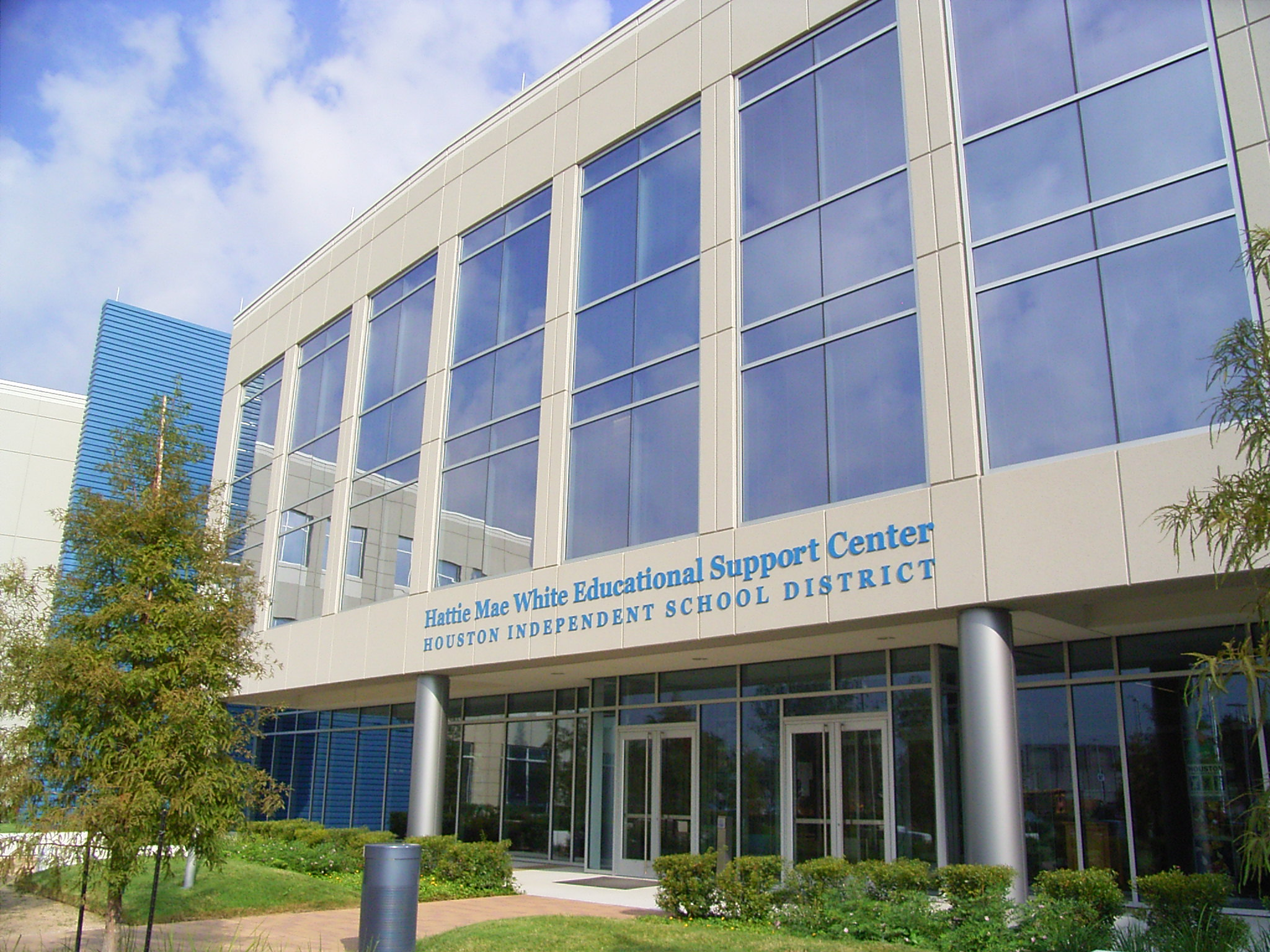
مركز دعم هاتي مي وايت

المنطقة التعليمية المستقلة للمدارس في هيوستن (بالإنجليزية: Houston Independent School District)‏ هي نظام مدارس عام في تكساس.

## تعليم
- هيوستن، تكساس
- مدرسة أوتي الدولية

## وصلات خارجية
- إدارة هيوستون التعليمية المستقلة (بالعربية)
- إدارة هيوستون التعليمية المستقلة (بالإنجليزية)/(بالإسبانية)/(بالفيتنامية). (Mobile)
  - "المنطقة التعليمية المستقلة للمدارس في هيوستن(HISD)قانون سلوك الطالب" (Archive) (بالعربية)
- "دليل الآباء لمتعلمي اللغة الإنجليزية في المنطقة التعليمية المستقلة للمدارس في هيوستن (HISD) البرامج متعددة اللغات -العربية." (بالعربية)
- "مرحباً بکم في إدارة هیوستون التعلیمیة المستقلة کیف یمکننا مساعدتکم؟." (بالعربية)/MUL